# Pekka Vapaavuori
Pekka Juhani Vapaavuori (* 6. August 1962 in Turku) ist ein finnischer Architekt.
Pekka Vapaavuori studierte bis 1993 Architektur an der Technischen Universität in Tampere. 1994 gründete er sein eigenes Architekturbüro in Turku. Daneben unterrichtet er Architektur in Tampere.
Das bekannteste Bauwerk von Pekka Vapaavuori ist das Kunstmuseum KUMU in Estlands Hauptstadt Tallinn. Vapaavuori gewann die Ausschreibung bereits 1994. Die Arbeiten wurden wegen Geldmangel erst 2002 begonnen und das Museum im Februar 2006 feierlich eröffnet. Für sein Werk erhielt Pekka Vapaavuori im selben Jahr den Jahrespreis der estnischen Architektur und die Kulturprämie des estnischen Staates.